# Ciprus a 2004. évi nyári olimpiai játékokon
Ciprus a görögországi Athénban megrendezett 2004. évi nyári olimpiai játékok egyik részt vevő nemzete volt. Az országot az olimpián 7 sportágban 20 sportoló képviselte, akik érmet nem szereztek.

## Atlétika
Férfi
| Versenyző              | Versenyszám | Előfutam | Előfutam | Előfutam | Negyeddöntő | Negyeddöntő | Negyeddöntő | Elődöntő | Elődöntő | Elődöntő | Döntő   | Döntő    |
| Versenyző              | Versenyszám | Idő      | Hely.    | Össz.    | Idő         | Hely.       | Össz.       | Idő      | Hely.    | Össz.    | Idő     | Helyezés |
| ---------------------- | ----------- | -------- | -------- | -------- | ----------- | ----------- | ----------- | -------- | -------- | -------- | ------- | -------- |
| Pródromosz Kacandónisz | 100 m       | 10,50    | 5.       | 49.*     | kiesett     | kiesett     | kiesett     | kiesett  | kiesett  | kiesett  | kiesett | kiesett  |
| Ánninosz Markullídisz  | 200 m       | 23,94    | 7.       | 51.      | kiesett     | kiesett     | kiesett     | kiesett  | kiesett  | kiesett  | kiesett | kiesett  |

| Versenyző        | Versenyszám | Selejtező | Selejtező | Döntő    | Döntő    |
| Versenyző        | Versenyszám | Eredmény  | Helyezés  | Eredmény | Helyezés |
| ---------------- | ----------- | --------- | --------- | -------- | -------- |
| Kiriákosz Joánnu | Magasugrás  | 225 cm    | 18.*      | kiesett  | kiesett  |

Női
| Versenyző        | Versenyszám | Előfutam | Előfutam | Előfutam | Negyeddöntő | Negyeddöntő | Negyeddöntő | Elődöntő | Elődöntő | Elődöntő | Döntő   | Döntő    |
| Versenyző        | Versenyszám | Idő      | Hely.    | Össz.    | Idő         | Hely.       | Össz.       | Idő      | Hely.    | Össz.    | Idő     | Helyezés |
| ---------------- | ----------- | -------- | -------- | -------- | ----------- | ----------- | ----------- | -------- | -------- | -------- | ------- | -------- |
| Marília Grigoríu | 200 m       | 22,23    | 4.       | 29.      | 23,65       | 7.          | 31.         | kiesett  | kiesett  | kiesett  | kiesett | kiesett  |
| Andrúla Sziálu   | 400 m gát   | 55,02    | 4.       | 12.      |             |             |             | 1:05,72  | 8.       | 16.      | kiesett | kiesett  |

| Versenyző    | Versenyszám   | Selejtező                | Selejtező                | Döntő    | Döntő    |
| Versenyző    | Versenyszám   | Eredmény                 | Helyezés                 | Eredmény | Helyezés |
| ------------ | ------------- | ------------------------ | ------------------------ | -------- | -------- |
| Ánna Fitídu  | Rúdugrás      | 415 cm                   | 24.**                    | kiesett  | kiesett  |
| Eléni Telóni | Kalapácsvetés | érvényes kísérlet nélkül | érvényes kísérlet nélkül | kiesett  | kiesett  |

* - egy másik versenyzővel azonos időt/eredményt ért el

** - hét másik versenyzővel azonos eredményt ért el

## Cselgáncs
Férfi
| Versenyző                     | Versenyszám | Selejtező         | 32-es főtábla               | Nyolcaddöntő      | Negyeddöntő       | Elődöntő          | Vigaszág első kör | Vigaszág negyeddöntő | Vigaszág elődöntő | Bronz- mérkőzés   | Döntő             | Helyezés    |
| Versenyző                     | Versenyszám | Ellenfél Eredmény | Ellenfél Eredmény           | Ellenfél Eredmény | Ellenfél Eredmény | Ellenfél Eredmény | Ellenfél Eredmény | Ellenfél Eredmény    | Ellenfél Eredmény | Ellenfél Eredmény | Ellenfél Eredmény | Helyezés    |
| ----------------------------- | ----------- | ----------------- | --------------------------- | ----------------- | ----------------- | ----------------- | ----------------- | -------------------- | ----------------- | ----------------- | ----------------- | ----------- |
| Hrisztódulosz Hrisztodulídisz | Könnyűsúly  |                   | João Neto (POR) · 0010-0011 | kiesett           | kiesett           | kiesett           |                   |                      |                   |                   |                   | helyezetlen |

## Kerékpározás

### Hegyi-kerékpározás
| Versenyző         | Versenyszám      | Idő           | Helyezés |
| ----------------- | ---------------- | ------------- | -------- |
| Elína Szofokléusz | Női terepverseny | 2 kör hátrány | 24.      |

## Sportlövészet
Férfi
| Versenyző            | Versenyszám | Selejtező | Selejtező | Döntő   | Döntő    |
| Versenyző            | Versenyszám | Pont      | Helyezés  | Pont    | Helyezés |
| -------------------- | ----------- | --------- | --------- | ------- | -------- |
| Jórgosz Ahilléosz    | Skeet       | 121       | 8.*       | kiesett | kiesett  |
| Andónisz Nikolaídisz | Skeet       | 119       | 21.**     | kiesett | kiesett  |

* - hat másik versenyzővel azonos eredményt ért el

** - hét másik versenyzővel azonos eredményt ért el

## Tenisz
Férfi
| Versenyző         | Versenyszám | 64-es főtábla                        | 32-es főtábla                        | Nyolcaddöntő      | Negyeddöntő       | Elődöntő          | Bronz- mérkőzés   | Döntő             | Helyezés |
| Versenyző         | Versenyszám | Ellenfél Eredmény                    | Ellenfél Eredmény                    | Ellenfél Eredmény | Ellenfél Eredmény | Ellenfél Eredmény | Ellenfél Eredmény | Ellenfél Eredmény | Helyezés |
| ----------------- | ----------- | ------------------------------------ | ------------------------------------ | ----------------- | ----------------- | ----------------- | ----------------- | ----------------- | -------- |
| Márkosz Pagdatísz | Egyes       | Grégory Carraz (FRA) · 5-7, 7-6, 7-5 | Nicolas Kiefer (GER) · 2-6, 6-3, 3-6 | kiesett           | kiesett           | kiesett           | kiesett           | kiesett           | 17.      |

## Úszás
Férfi
| Versenyző                   | Versenyszám  | Előfutam | Előfutam | Előfutam | Elődöntő | Elődöntő | Elődöntő | Döntő   | Döntő    |
| Versenyző                   | Versenyszám  | Idő      | Hely.    | Össz.    | Idő      | Hely.    | Össz.    | Idő     | Helyezés |
| --------------------------- | ------------ | -------- | -------- | -------- | -------- | -------- | -------- | ------- | -------- |
| Hríszanthosz Papahriszánthu | 50 m gyors   | 23,51    | 5.       | 45.      | kiesett  | kiesett  | kiesett  | kiesett | kiesett  |
| Aléxandrosz Arészti         | 100 m gyors  | 51,10    | 2.       | 38.      | kiesett  | kiesett  | kiesett  | kiesett | kiesett  |
| Aléxandrosz Arészti         | 200 m gyors  | 1:53,90  | 5.       | 44.      | kiesett  | kiesett  | kiesett  | kiesett | kiesett  |
| Kiriákosz Dimoszthénusz     | 100 m mell   | 1:05,54  | 6.       | 46.      | kiesett  | kiesett  | kiesett  | kiesett | kiesett  |
| Jórgosz Dimitriádisz        | 200 m vegyes | 2:12,27  | 2.       | 48.      | kiesett  | kiesett  | kiesett  | kiesett | kiesett  |

Női
| Versenyző        | Versenyszám    | Előfutam | Előfutam | Előfutam | Elődöntő | Elődöntő | Elődöntő | Döntő   | Döntő    |
| Versenyző        | Versenyszám    | Idő      | Hely.    | Össz.    | Idő      | Hely.    | Össz.    | Idő     | Helyezés |
| ---------------- | -------------- | -------- | -------- | -------- | -------- | -------- | -------- | ------- | -------- |
| María Papadopúlu | 100 m pillangó | 1:02,01  | 5.       | 29.      | kiesett  | kiesett  | kiesett  | kiesett | kiesett  |

## Vitorlázás
Férfi
| Versenyző        | Versenyszám     | Futam | Futam | Futam | Futam | Futam | Futam | Futam | Futam | Futam | Futam | Futam | Pontszám | Helyezés |
| Versenyző        | Versenyszám     | 1     | 2     | 3     | 4     | 5     | 6     | 7     | 8     | 9     | 10    | 11    | Pontszám | Helyezés |
| ---------------- | --------------- | ----- | ----- | ----- | ----- | ----- | ----- | ----- | ----- | ----- | ----- | ----- | -------- | -------- |
| Andréasz Kariólu | Szörfvitorlázás | 3     | 21    | 6     | 20    | 7     | 18    | 13    | 11    | 24    | 16    | 21    | 136      | 13.      |

Női
| Versenyző              | Versenyszám     | Futam | Futam | Futam | Futam | Futam | Futam | Futam | Futam | Futam | Futam | Futam | Pontszám | Helyezés |
| Versenyző              | Versenyszám     | 1     | 2     | 3     | 4     | 5     | 6     | 7     | 8     | 9     | 10    | 11    | Pontszám | Helyezés |
| ---------------------- | --------------- | ----- | ----- | ----- | ----- | ----- | ----- | ----- | ----- | ----- | ----- | ----- | -------- | -------- |
| Javriélla Hadzidamianú | Szörfvitorlázás | 21    |       | 18    | 23    | 16    | 19    | 19    | 17    | 22    | 23    | 17    | 195      | 21.      |

Nyílt
| Versenyző           | Versenyszám | Futam | Futam | Futam | Futam | Futam | Futam | Futam | Futam | Futam | Futam | Futam | Pontszám | Helyezés |
| Versenyző           | Versenyszám | 1     | 2     | 3     | 4     | 5     | 6     | 7     | 8     | 9     | 10    | 11    | Pontszám | Helyezés |
| ------------------- | ----------- | ----- | ----- | ----- | ----- | ----- | ----- | ----- | ----- | ----- | ----- | ----- | -------- | -------- |
| Hárisz Papadópulosz | Laser       | 25    |       | 27    | 9     | 43    | 16    | 7     | 10    | 30    | 38    | 39    | 244      | 28.      |